# Julien Darui
Julien Darui, riportato anche come Da Rui (Oberkorn, 16 febbraio 1916 – Digione, 13 dicembre 1987), è stato un calciatore e allenatore di calcio francese, di ruolo portiere.
Considerato il miglior portiere d'Europa alla fine degli anni '40, venne nominato da L'Équipe miglior portiere francese del ventesimo secolo.

## Carriera
Vinse un campionato francese con il Roubaix-Tourcoing nel 1947 ed una Coppa di Francia con il Red Star nel 1942.

## Palmarès

### Giocatore

#### Competizioni nazionali
- Campionato francese: 1

Roubaix-Tourcoing: 1946-1947
- Coppa di Francia: 1

Red Star: 1941-1942